# Rosenau (Haut-Rhin)
Rosenau település Franciaországban, Haut-Rhin megyében. Lakosainak száma 2388 fő (2022. január 1.). Rosenau Kembs, Bartenheim, Saint-Louis és Village-Neuf községekkel határos.

## Népesség
A település népessége az elmúlt években az alábbi módon változott:
| Lakosok száma | 2261 | 2324 | 2400 | 2374 | 2368 | 2371 | 2371 | 2380 | 2388 |
|               | 2013 | 2015 | 2016 | 2017 | 2018 | 2019 | 2020 | 2021 | 2022 |